# Tony Burke

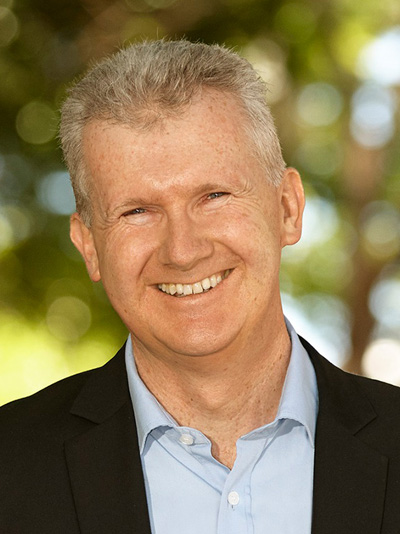
Tony Burke (2008)

Tony Burke (* 4. November 1969 in Australien) ist ein australischer Politiker.

## Leben
Nach seiner Schulzeit studierte Burke an der Universität Sydney Kunst und Rechtswissenschaften. Von 1997 bis 2003 war er nach seinem Studium bei der Shop, Distributive and Allied Employees’ Association tätig. Im Oktober 2004 gelang ihm der Einzug als Abgeordneter für den Wahlbezirk Watson in das Australische Repräsentantenhaus. Burke ist Mitglied der Australian Labor Party.
Zwischen Dezember 2007 und September 2013 war Burke als Minister mit unterschiedlichen Zuständigkeitsbereichen unter Kevin Rudd und Julia Gillard Mitglied der australischen Regierung.